# Megachile hirticauda
Megachile hirticauda är en biart som beskrevs av Cockerell 1937. Megachile hirticauda ingår i släktet tapetserarbin, och familjen buksamlarbin. Inga underarter finns listade i Catalogue of Life.